# Норець (річка)
Норець — річка у Хмельницькому районі Хмельницької області, ліва притока Полкви (басейн Дніпра).

## Опис
Довжина річки 10 км. Висота витоку річки над рівнем моря — 299 м, висота гирла — 268 м, падіння річки — 31 м, похил річки — 3,1 м/км. Формується з декількох безіменних струмків та водойм. Площа басейну 32,5 км².

## Розташування
Бере початок на південно-східній стороні від села Святець. Тече на північний схід через села Дмитрівка та Кунча і на околиці селища Теофіполь впадає в річку Полкву, праву притоку Горині.